# ایپی واتانابه (شناگر)
ایپی واتانابه (انگلیسی: Ippei Watanabe؛ زادهٔ ۱۸ مارس ۱۹۹۷) ورزشکار ورزش شنا اهل ژاپن است.
وی در مسابقات کشوری و بین‌المللی در مجموع برندهٔ ۴ مدال طلا، ۳ مدال نقره و ۲ مدال برنز شده‌است.